# 幡頭神社

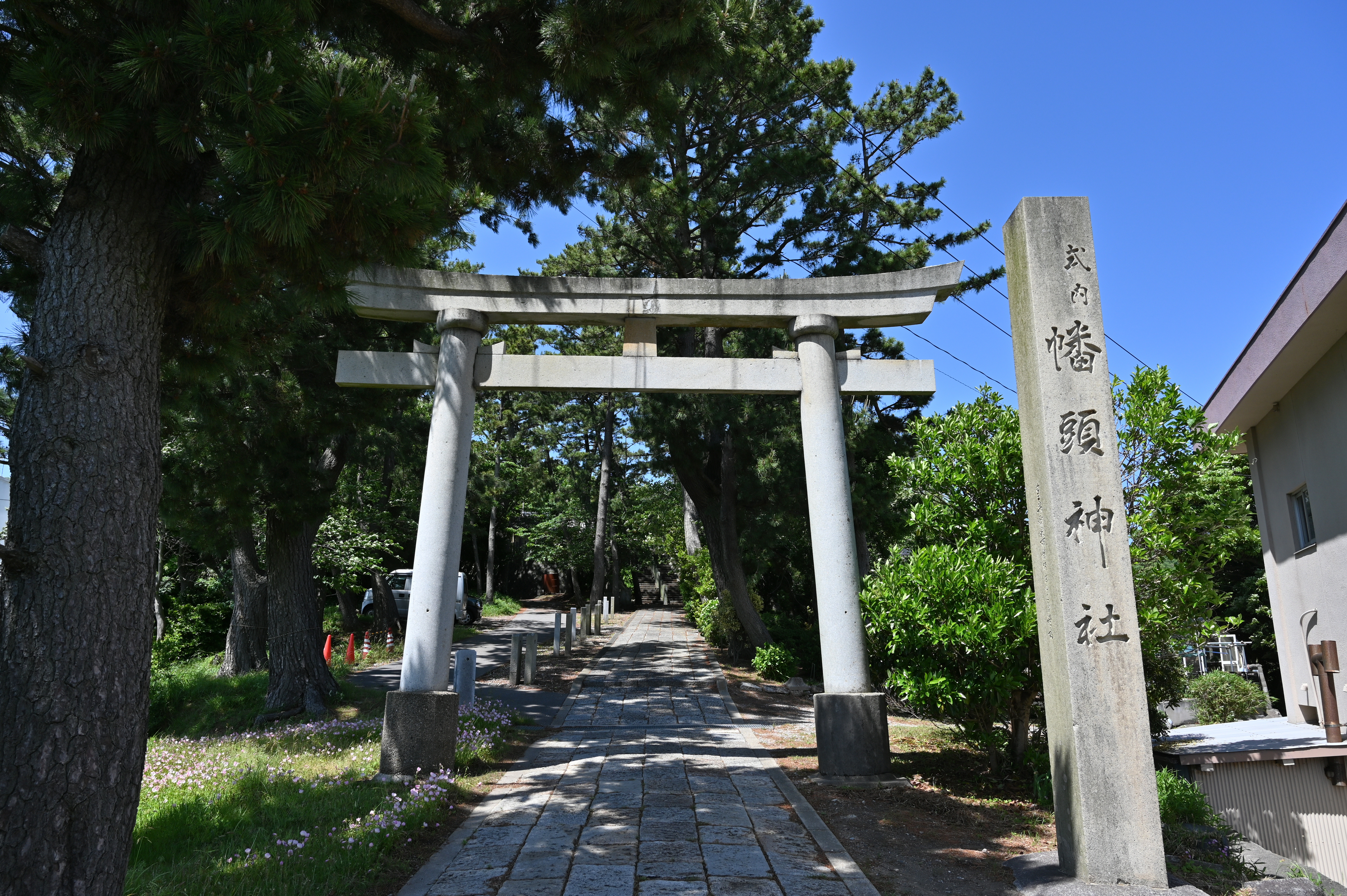
鳥居

幡頭神社（はずじんじゃ）は、愛知県西尾市吉良町宮崎にある神社。式内社で、旧社格は県社。

## 祭神
- 建稲種命（たけいなだねのみこと）
- 誉多別命（ほんだわけのみこと）
- 大物主命（おおものぬしのみこと）

主祭神は尾張国造であり日本武尊の東夷御征で「幡頭」（はたがしら）を務めていたという伝承がある建稲種命である。他に誉多別命と大物主命が合祀されている。

## 歴史
大宝2年（702年）に社殿が建立されたと伝えられる。伝承によると、祭神である建稲種命は日本武尊との東国征伐の帰途に伊豆海上で亡くなり、その遺骸が宮崎の海岸に流れ着いたのを村人が祀ったことが由来とされている。
延長5年（927年）成立の『延喜式』神名帳では参河国播豆郡に「羽豆神社」と記載され、式内社に列している。また、『三河国内神名帳』では「正一位 羽利大明神 坐幡豆郡」と記載されている。
天正8年（1580年）に現在の本殿が再建された。
明治4年（1871年）に近代社格制度によって郷社となり、1921年（大正10年）に県社となった。1921年（大正10年）4月30日には本殿が当時の古社寺保存法に基づき特別保護建造物に指定された（1950年（昭和25年）8月29日の文化財保護法施行以後は重要文化財）。1957年（昭和32年）には境内社の神明社本殿と熊野社本殿が愛知県指定有形文化財となった。
2015年（平成27年）9月1日から2016年（平成28年）9月30日にかけて、西尾市教育委員会が主導して本殿の保存修理工事が行われた。
2022年（令和4年）には境内社の神明社本殿と熊野社本殿が国の重要文化財に追加指定された。

## 境内

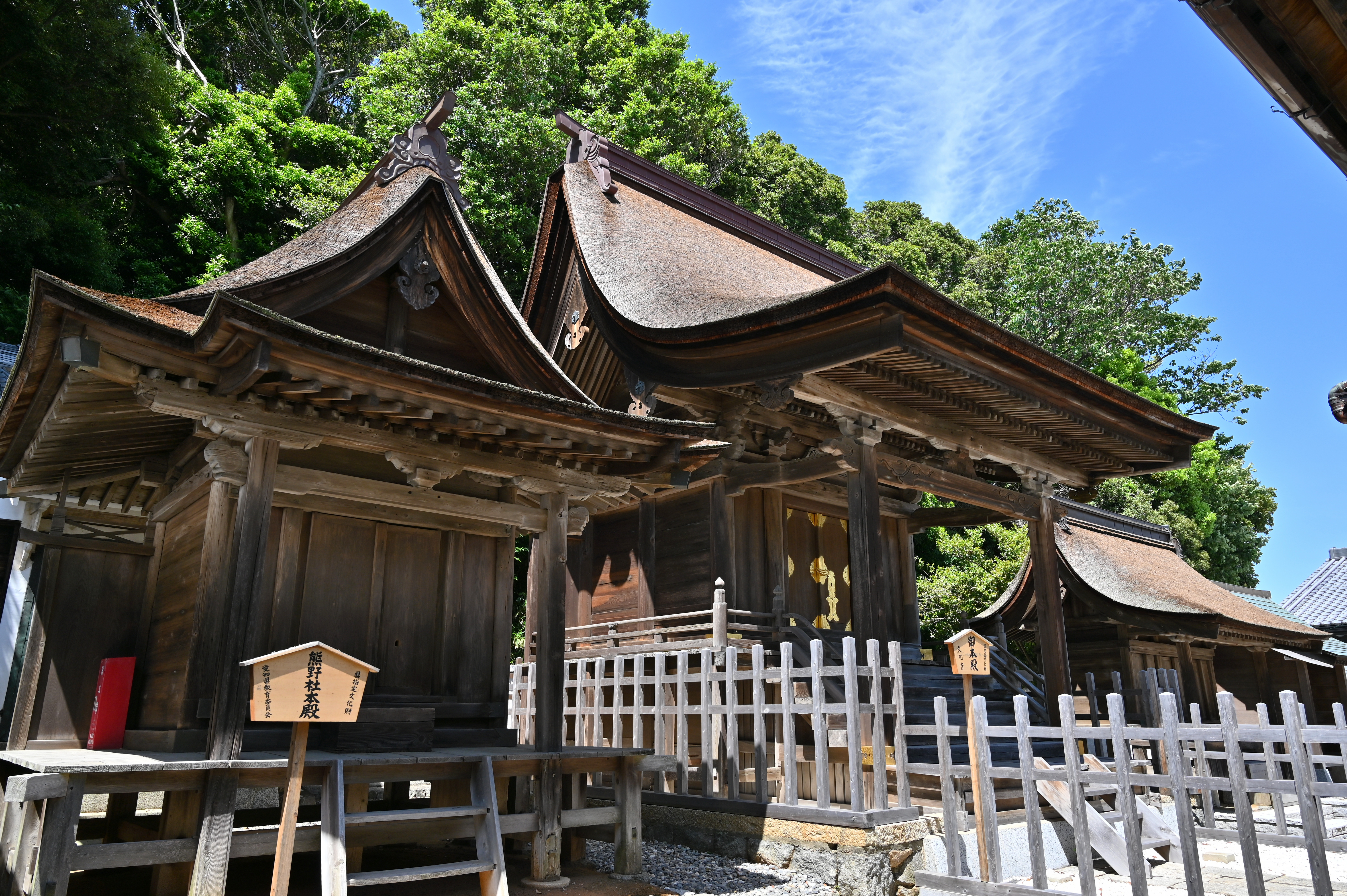
本殿（国の重要文化財）左右に熊野社・神明社。

三河湾を一望できる高台に境内がある。三間社流造・檜皮葺の本殿は、天正8年（1580年）の建築である。小規模だが絵様は雄健な曲線を用い、内部の彫刻や蟇股の形は素朴な作りとなっている。屋根は桧皮葺になっており、庇が大きく反りかえっていることが特徴的である。
本殿のほかには、拝殿・脇殿・神馬舎・手水舎・社務所がある。また境内社として、神明社・熊野社がある。

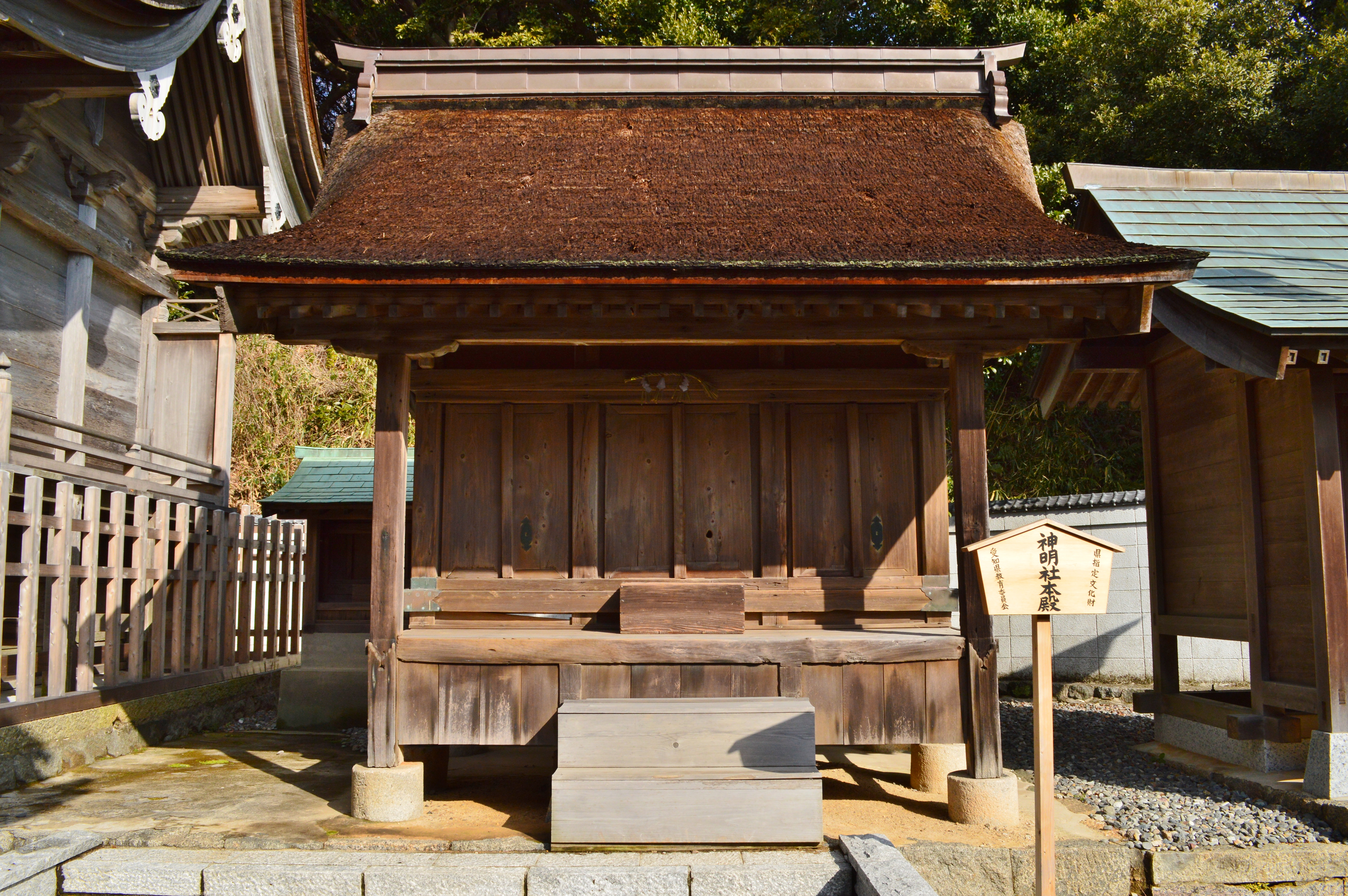
神明社（国の重要文化財）
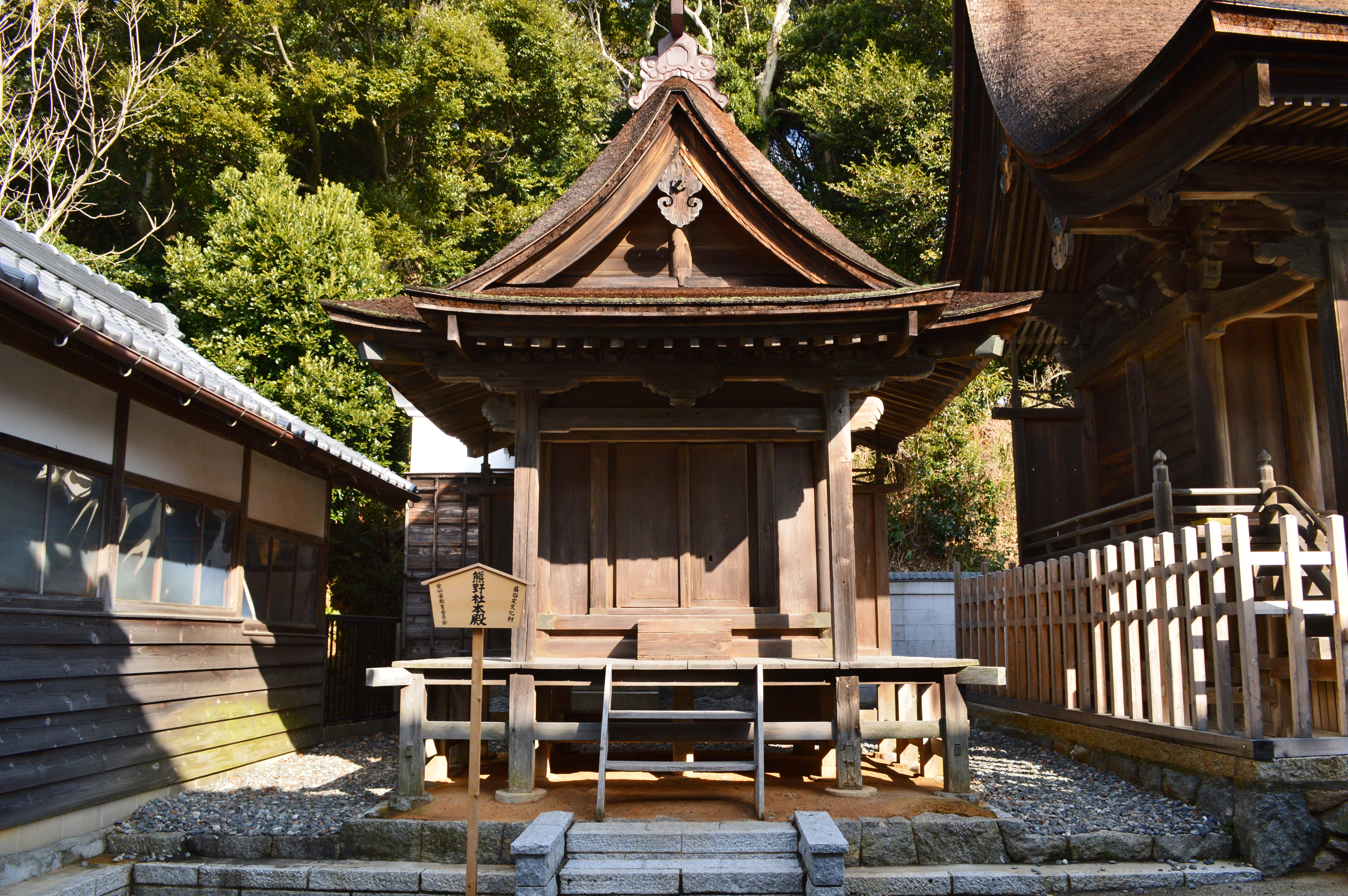
熊野社（国の重要文化財）

## 文化財

### 重要文化財（国指定）
- 幡頭神社 3棟（建造物） - 大正10年（1921年）4月30日に本殿が指定[6]、令和4年（2022年）9月20日に境内社熊野社本殿・境内社神明社本殿が追加指定[7]。
  - 本殿（附 棟札3枚） - 天正8年（1580年）造営。
  - 境内社熊野社本殿（附 棟札4枚） - 天正8年（1580年）造営。
  - 境内社神明社本殿（附 棟札4枚） - 天正8年（1580年）造営。

境内社熊野社本殿・境内社神明社本殿は昭和32年（1957年）に愛知県指定有形文化財に指定されていた。

## 現地情報
所在地
- 愛知県西尾市吉良町宮崎前留谷60-1

交通アクセス
- 名古屋鉄道（名鉄）西尾線・蒲郡線 吉良吉田駅下車後、タクシー（車）で約7分